# Isla Prevlaka
Isla Prevlaka (en montenegrino: Михољска Превлака; en serbio: Ostrvo Cvijeća; también llamada «Isla de las Flores») es una isla en el mar Adriático, en el país europeo de Montenegro, que administrativamente forma parte del municipio de Tivat.
La isla se encuentra situada cerca de la ciudad de Tivat, en la bahía de Kotor y tiene unos 300 m de largo y 200 m de ancho. Está conectada con tierra firme por un estrecho istmo.
La isla de Prevlaka no se debe confundir con la Península del mismo nombre, que también se encuentra en la bahía de Kotor, pero que pertenece a Croacia.

## Historia
En la Edad Media, las dos islas colindantes, la isla de las Flores y la isla Sveti Marko, eran llamadas islas de Sveti Mihailo y de Sveti Gavrilo respectivamente, en honor a los dos santos arcángeles, Miguel y Gabriel. Después de que el litoral montenegrino se convirtiera en parte de la República de Venecia, se cambió el nombre de ambas islas. La isla de Sveti Mihailo se convirtió en Miholjska Prevlaka, mientras que la isla de Sveti Gavrilo se llamó primero Stradioti y luego la isla de Sveti Marko (San Marcos).

## Monasterio de San Miguel Arcángel

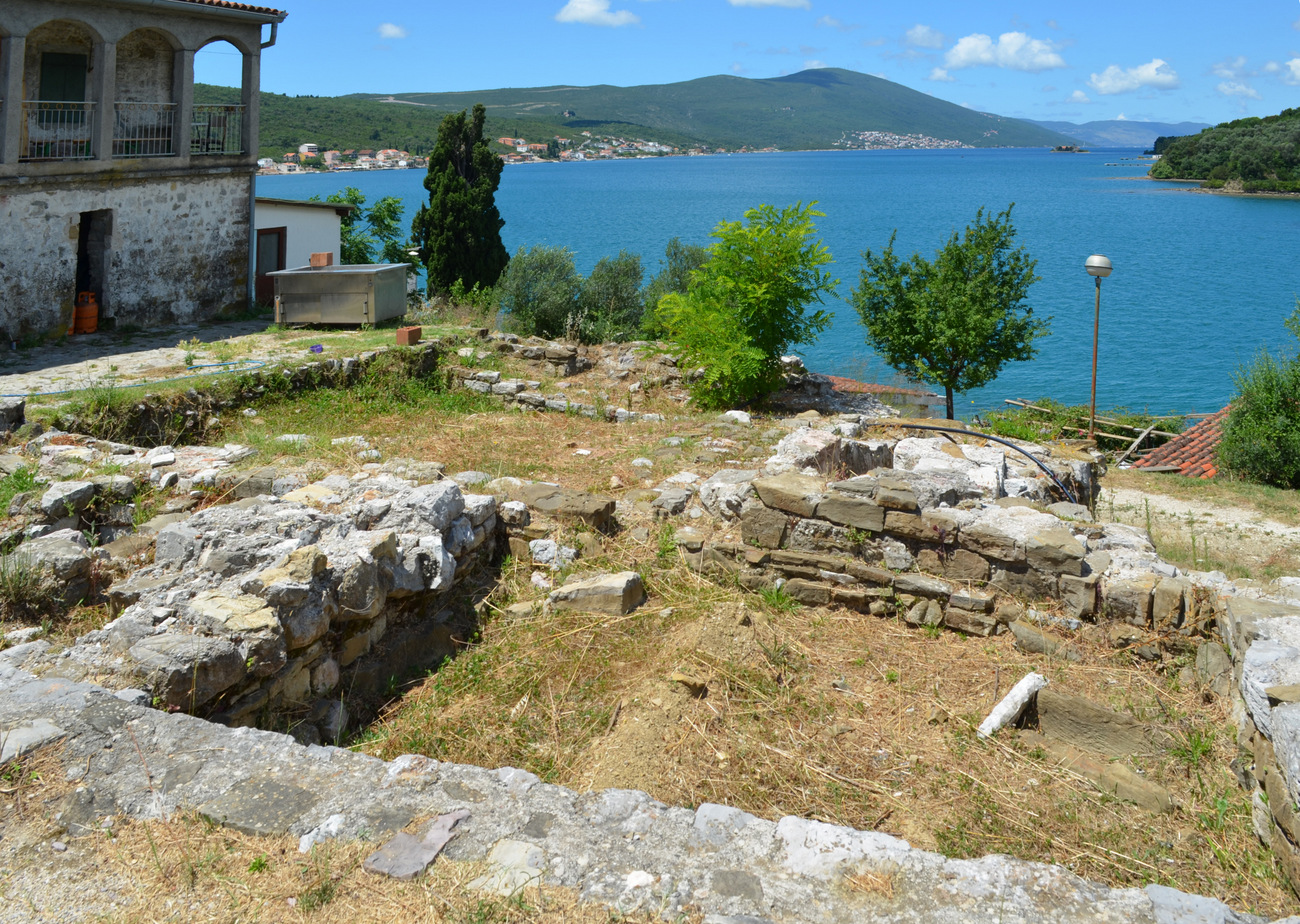
Ruinas del monasterio de San Miguel.

El Monasterio de San Miguel Arcángel (en serbio: Манастир Светог Архангела Михаила / latinizado: Manastir Svetog Arhangela Mihaila) fue fundado por el arzobispo serbio Sava, de la dinastía Nemanjić, en 1219. La base de la iglesia estaba establecida anteriormente, reconstruida en el siglo IX y destruida en el siglo XI.
El monasterio fue la sede de la Eparquía de Zeta entre los siglos XIII y XV. Con una restauración planificada, el monasterio fue destruido por la República de Venecia en 1441 después de que se proclamara insano por haber rumores de peste. Investigaciones recientes de la Academia Médica Militar de Belgrado, utilizando restos recuperados de monjes de esa época, han revelado que los monjes murieron probablemente debido al envenenamiento por arsénico. Existen restos de la base de la iglesia.